# Lindon
(Barbalbero, in J. R. R. Tolkien, Il Signore degli Anelli, Le due torri)
Lindon (Ossiriand) è un regno di Arda, l'universo immaginario creato dallo scrittore inglese J.R.R. Tolkien.
È una delle terre degli Elfi; dopo la fine della Prima Era, prima della fondazione di Gran Burrone, fu il più importante regno degli Eldar insieme a Eregion e Lórien. Si estendeva oltre gli Ered Luin (Monti Azzurri) nel nord-ovest della Terra di Mezzo, pur controllando, nella Seconda Era anche le terre che poi sarebbero passate ad Arnor. È la regione più occidentale del continente. Il Golfo di Lhûn divideva questa terra in Forlindon (Lindon settentrionale) e Harlindon (Lindon meridionale). Forlindon e Harlindon sono anche i nomi di due piccoli insediamenti.
Lindon era un nome sopravvissuto dalla Prima Era, quando era uno dei nomi dati all'Ossiriand dopo che in questa terra si insediarono i Laiquendi o Elfi Verdi. Lindon significa "Terra di canti", dall'antico nome, Lindar, dei Teleri. Era una terra ricca d'acqua e foreste, con splendidi boschi di olmi. Vi abitarono anche Beren e Lúthien e vi nacque il loro figlio Dior.
Il Lindon era l'ultima terra rimasta del Beleriand dopo la Guerra d'Ira alla fine della Prima Era, il resto delle terre era stato distrutto o sommerso durante gli scontri. Anticamente era attraversato da sette fiumi, poi fu spezzato in due dal corso del Lhûn e dal suo golfo e la sua geografia fu parzialmente cambiata negli sconvolgimenti dovuti alla guerra tra Morgoth e i Valar. Sebbene non esattamente chiare, ci sono indicazioni che descrivono il Lindon, prima della Caduta di Númenor, come molto più ampio di quanto non fu durante la Terza Era (potrebbe essere un errore di Tolkien, oppure una conseguenza del maremoto che distrusse Númenor).
Molti degli Elfi del Beleriand si spostarono nel Lindon agli inizi della Seconda Era, dove furono guidati da Gil-galad, il Re Supremo dei Noldor. I Noldor abitarono principalmente nel Forlindon mentre i Sindar (e i rimanenti Laiquendi) nell'Harlindon.

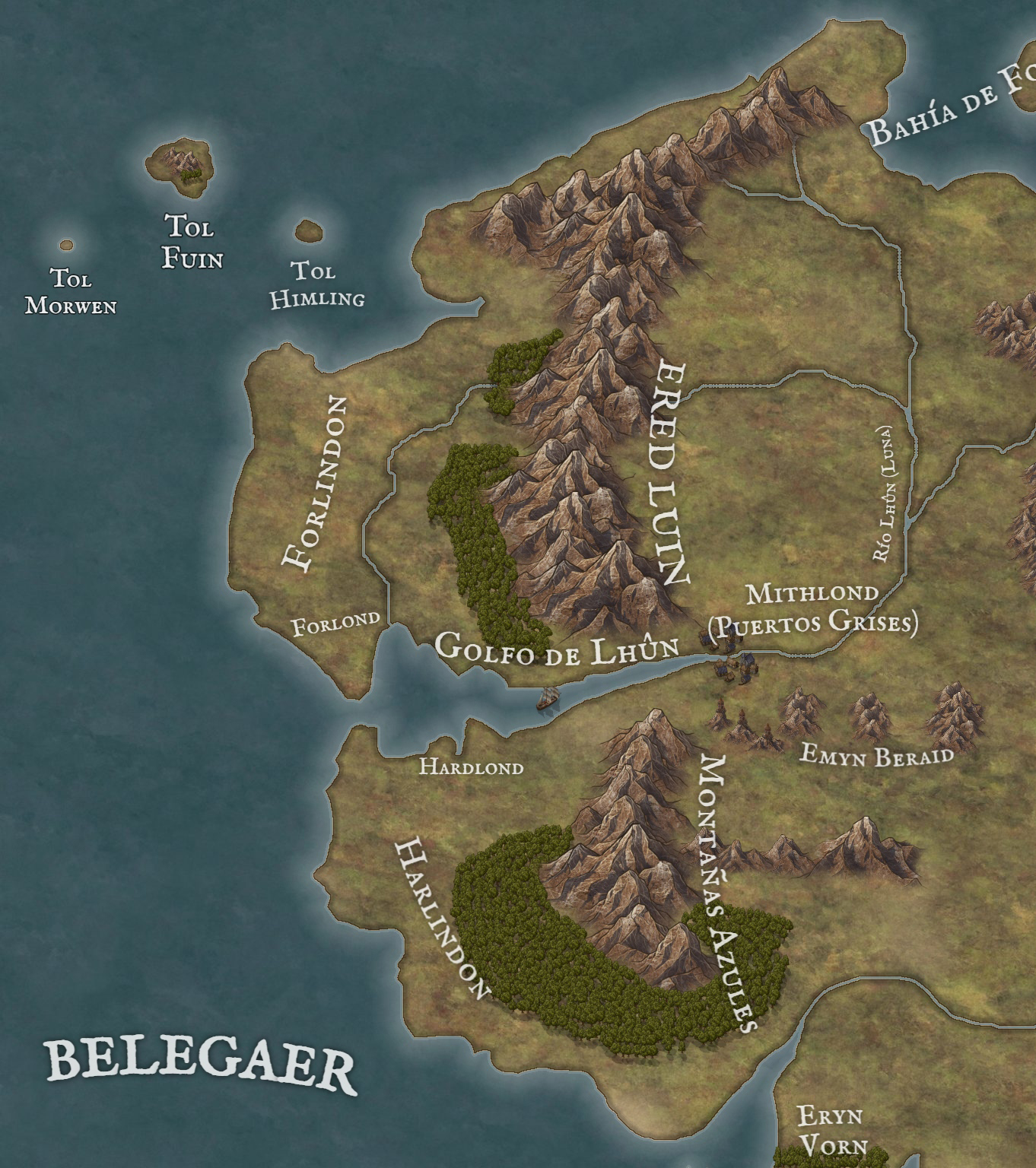
Lindon

Insieme costruirono i Porti Grigi nel Golfo, la principale città, e molti Elfi partirono da lì per Valinor. Il Re Supremo dimorava nel nord oppure nella città di Annúminas, oltre i monti, prima che fosse ceduta ai Dunedain. Il Lindon era uno dei due Regni dei Noldor durante la Seconda Era (l'altro era Eregion o Hollin), e rimase l'unico regno dove Sauron non fu fatto entrare. Esso fu abbastanza popolato fino a quando Gil-galad fu ucciso a Mordor da Sauron durante la Guerra dell'Ultima Alleanza di Uomini ed Elfi. Dopo di ciò, molti dei Noldor sopravvissuti partirono definitivamente per Valinor, ed il Lindon divenne disabitato, controllato da Círdan il Carpentiere, che vi rimase a costruire le navi per gli Elfi in partenza; comunque, all'epoca delle guerre tra Arnor e Angmar era ancora parzialmente abitato.